# Давиденко Володимир Олександрович
Давиденко Володимир Олександрович (23 травня 1934, с. Обичів Прилуцького району Чернігівської області — 21 листопада 1994, м. Сокиряни Чернівецької області) — геолог, композитор, художник, заслужений працівник культури УРСР (1973).

## Біографія
Закінчив Чернівецький університет, здобувши професію інженера-геолога. Під час навчання за підтримки Степана Сабадаша став солістом університетського хору. У м. Сокиряни працював директором кам'яного кар'єру, автомобільної школи ДТСААФ. Помер 21 листопада 1994 року, похований у Сокирянах. У 1998 році вулицю Петровського перейменовано на вулицю Володимира Давиденка.

## Творча діяльність
У районному Будинку культури керував малим симфонічним оркестром, організував вокально-інструментальні ансамблі «Мелодія», «Ровесник». Автор пісень: «Аеліта», «А роки ідуть», «Юність», «Білі ночі», «Любов незраджена моя»… на слова українських, російських, місцевих поетів і пісні: «Весна», «Про тебе», «Алый парус» на власні тексти. Написав музику до вистав «Назар Стодоля», «Марина», «За голубим Дунаєм» Сокирянського народного театру, режисером якого був Сергій Смольницький. У 1996 р. вийшла збірка музичних творів композитора «Осінні лебеді». Його пейзажі, жанрові картини не раз експонувалися на виставках творів самодіяльних художників у Чернівцях.